# The Chemical Wedding
The Chemical Wedding je pátou studiovou sólovou deskou zpěváka Iron Maiden Bruce Dickinsona. Jedná se o koncepční album inspirované poezií velkého britského básníka Williama Blakea. Bylo nahráno v sestavě Bruce Dickinson - zpěv, Roy Z - kytara, Adrian Smith - kytara, Eddie Casillas - baskytara, Dave Ingraham - bicí.

## Seznam skladeb
| Pořadí | Název               | Autor                        | Délka |
| ------ | ------------------- | ---------------------------- | ----- |
| 1.     | King in Crimson     | Bruce Dickinson, Roy Z       | 4:43  |
| 2.     | Chemical Wedding    | Dickinson, Z                 | 4:06  |
| 3.     | The Tower           | Dickinson, Z                 | 4:45  |
| 4.     | Killing Floor       | Dickinson, Adrian Smith      | 4:29  |
| 5.     | Book of Thel        | Dickinson, Z, Eddie Casillas | 8:13  |
| 6.     | Gates of Urizen     | Dickinson, Z                 | 4:25  |
| 7.     | Jerusalem           | Dickinson, Z                 | 6:42  |
| 8.     | Trumpets of Jericho | Dickinson, Z                 | 5:59  |
| 9.     | Machine Men         | Dickinson, Smith             | 5:41  |
| 10.    | The Alchemist       | Dickinson, Z                 | 8:27  |

## Sestava
- Bruce Dickinson — zpěv
- Adrian Smith — kytara, doprovodný zpěv
- Roy Z — kytara, doprovodný zpěv
- Eddie Casillas — baskytara
- David Ingraham — bicí, perkuse

Hostující muzikanti
- Arthur Brown — zpěv (skladby 5, 7, 13)
- Greg Schultz — Klávesy (skladba 4)